# Elkins (Virginia Occidental)
Elkins es una ciudad ubicada en el condado de Randolph, Virginia Occidental, Estados Unidos. Tiene una población estimada, a mediados de 2021, de 6895 habitantes.
Es la sede del condado.  

## Geografía
La ciudad está ubicada en las coordenadas 38°55′26″N 79°51′15″O / 38.92389, -79.85417 (38.923813, -79.854036).  Según la Oficina del Censo de los Estados Unidos, Elkins tiene una superficie total de 9.41 km², correspondientes en su totalidad a tierra firme.

## Demografía
Según el censo de 2020, en ese momento había 6934 personas residiendo en Elkins. La densidad de población era de 736.88 hab./km². El 90.55% de los habitantes eran blancos, el 2.67% eran afroamericanos, el 0.40% eran amerindios, el 1.00% eran asiáticos, el 0.01% era isleño del Pacífico, el 0.50% eran de otras razas y el 4.86% eran de una mezcla de razas. Del total de la población, el 1.67% eran hispanos o latinos de cualquier raza.